# Plujnîkove, Romnî
Plujnîkove (în ucraineană Плужникове) este un sat în comuna Halka din raionul Romnî, regiunea Sumî, Ucraina.

## Demografie
Componența lingvistică a localității Plujnîkove
     Ucraineană (100%)
Conform recensământului din 2001, toată populația localității Plujnîkove era vorbitoare de ucraineană (100%).